# Джоан Стабб
Джоан Стабб  ( JoAnne Stubbe; нар. 11 червня 1946, Шампейн, Іллінойс) — американський біохімік, ензимолог. Емерит-професор Массачусетського технологічного інституту.

## Життєпис
Здобула ступінь бакалавр хімії у Пенсильванському університеті (1968). В 1971 році здобула ступінь доктора філософії з органічної хімії у Каліфорнійському університеті в Берклі і в 1971-1972 роках там же була постдоком. В 1975-1977 рр. фелл-постдок Національних інститутів охорони здоров'я у Брандейському університеті, займалася у лабораторії Robert H. Abeles. Працювала у Williams College (1972-77), Єльській школі медицини (1977-80), Вісконсина (1980-87). Потім з 1987 року у Массачусетському технологічному інституті, де на кінець 2010-х емерит-професор.

## Нагороди та визнання
- 1986: Pfizer Award in Enzyme Chemistry[en]
- 1989: ICI-Stuart Pharmaceutical Award for Excellence in Chemistry
- 1991: член Американської академії мистецтв і наук
- 1992: член Національної академії наук США[9]
- 1993: Cope Scholar Award
- 1993: Edgar Fahs Smith Lecture, Пенсильванський університет
- 1996: Richards Medal, Northeastern Section of the American Chemical Society
- 1997: Alfred Bader Award in Bioorganic & Bioinorganic Chemistry
- 2004: член Американського філософського товариства
- 2004: Repligan Award
- 2005: Медаль Джона Скотта
- 2008: Національна наукова медаль США [10]
- 2008: NAS Award in Chemical Sciences[en]
- 2008: Kaiser Award
- 2008: Kirkwood Medal
- 2009: Nakanishi Prize[en]
- 2009: Prelog-Medaille und -Vorlesung[de]
- 2010: Медаль Бенджаміна Франкліна
- 2010: Welch Award in Chemistry однойменного фонду (спільно з Christopher T. Walsh[en])[8]
- 2011-12: James R. Killian Jr. Faculty Achievement Award Массачусетського технологічного інституту[7]
- 2013: почесний доктор Гарвардського університету
- 2014: член Американської асоціації сприяння розвитку науки
- 2015: Премія Рамсена
- 2015: A. I. Scott Medal, Техаський університет A&M[en]
- 2017: Pearl Meister Greengard Prize[en], Рокфеллерський університет[11]
- 2018: Clarivate Citation Laureate з хімії
- 2020: Медаль Прістлі[12][13]